# موتورچونا
موتورچونا (روسی: Моторчуна) یک رودخانه در یاقوتستان کشور روسیه است.